# Commissione Rodotà

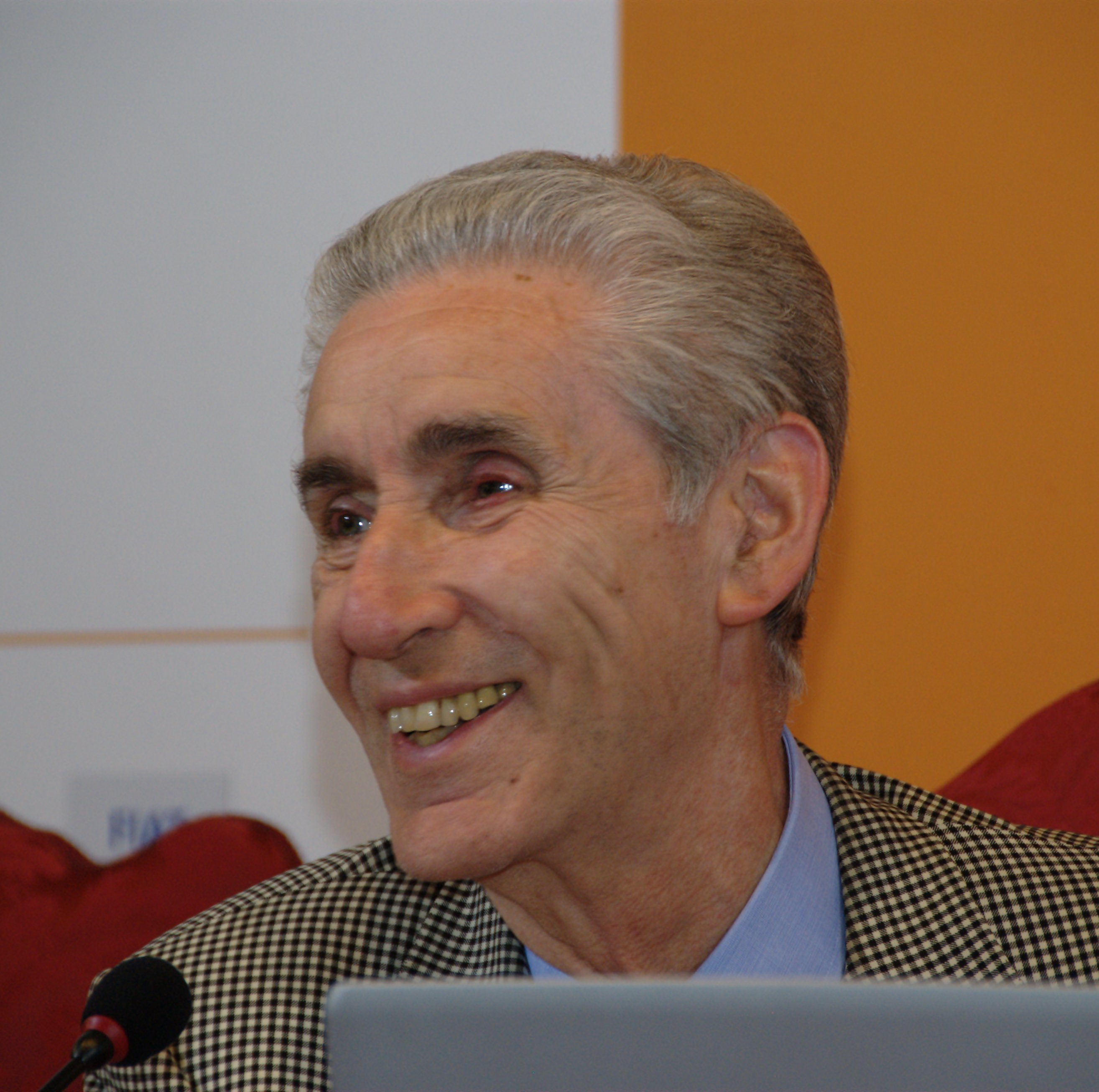
Stefano Rodotà, 2007.

La Commissione Rodotà fu nominata il 14 giugno 2007 con decreto del Ministro della giustizia e incaricata di redigere uno schema di disegno di legge delega per la riforma delle norme del Codice Civile sui beni pubblici. La Commissione consegnò la sua relazione al Ministro nel febbraio del 2008.

## Composizione
La Commissione era così composta: Stefano Rodotà (Presidente), Ugo Mattei (Vicepresidente), Alfonso Amatucci, Felice Casucci, Marco D’Alberti, Daniela di Sabato, Antonio Gambaro, Alberto Lucarelli, Luca Nivarra, Paolo Piccoli, Mauro Renna, Francesco Saverio Marini, Luigi Salvato, Giacomo Vaciago (componenti). La Segreteria Scientifica era coordinata da Edoardo Reviglio.

## La genesi del progetto
La Commissione ebbe l’incarico di elaborare uno schema di legge delega per la modifica delle norme del codice civile in materia di beni pubblici, norme mai modificate dal 1942 nonostante l’entrata in vigore della Costituzione Italiana e le trasformazioni sociali, economiche, scientifiche e tecnologiche (si pensi alla TV e ad Internet), intervenute nell’arco di ben oltre mezzo secolo. Si trattava in sostanza di metter mano alla riforma del Titolo II del Libro III del Codice Civile del 1942 e di altre parti dello stesso rilevanti al fine di recuperare portata ordinante alla Codificazione in questa materia.
Una simile iniziativa era stata proposta già nel 2003 da un gruppo di studiosi in seguito al lavoro che era stato avviato presso il Ministero dell’Economia e delle Finanze per la costruzione di un Conto patrimoniale delle Amministrazioni pubbliche basato sui criteri della contabilità internazionale. In quella sede era emersa la necessità di poter contare su un contesto giuridico dei beni che fosse più al passo con i tempi ed in grado di definire criteri generali e direttive sulla gestione e sulla eventuale dismissione di beni in eccesso delle funzioni pubbliche, e soprattutto sulla possibilità che tali dismissioni fossero realizzate nell’interesse generale della collettività facendo salvo un orizzonte di medio e lungo periodo.
Inoltre, era emersa la necessità di azioni concrete per una migliore gestione di particolari tipologie di utilità pubbliche che scaturiscono da beni disciplinati ad oggi in modo frastagliato e poco organico. È il caso delle concessioni del demanio dello Stato, degli Enti territoriali e delle concessioni sullo spettro delle frequenze; ed anche di una serie di beni finanziari (crediti pubblici, partecipazioni) ed immateriali (marchi, brevetti, opere dell’ingegno, informazioni pubbliche, e altri diritti) su cui sembrava necessario agire attraverso una riforma generale del regime proprietario di riferimento.
Nel Giugno del 2006 i lavori del Conto Patrimoniale furono presentati in una Giornata di studio presso l’Accademia Nazionale dei Lincei dal titolo “Patrimonio Pubblico, proprietà pubblica e proprietà privata”. In quella sede un autorevole gruppo di giuristi ed economisti era giunto unanimemente alla conclusione che fosse opportuno proseguire nel lavoro sui beni pubblici tramite due iniziative fra loro collegate. La prima, una revisione del contesto giuridico dei beni pubblici contenuti nel Codice civile attraverso l’istituzione di una apposita Commissione ministeriale. La seconda, il proseguimento del lavoro conoscitivo avviato col Conto patrimoniale delle Amministrazioni pubbliche. Sul primo fronte, i lavori della Commissione Rodotà si articolarono in 11 riunioni plenarie e 5 riunioni speciali della Segreteria Scientifica in tre fasi : a) la raccolta degli elementi conoscitivi-normativi indispensabili; b) l’audizione di alcune fra le più rilevanti personalità del mondo accademico, professionale ed altri soggetti a vario titolo direttamente interessati dal progetto di riforma; c) la discussione teorica e la stesura dei principi fondamentali della legge delega.

## Le finalità del lavoro della Commissione Rodotà
La Commissione prendeva atto innanzitutto dei cambiamenti tecnologici ed economici verificatisi dal 1942, che hanno reso particolarmente obsoleta la parte del Codice Civile relativa ai beni pubblici. Alcune importanti tipologie di beni sono assenti, un’assenza oggi non più giustificabile. In primo luogo i beni immateriali, divenuta oggi nozione chiave per ogni avanzata economia. Altre tipologie di beni pubblici sono profondamente cambiate negli anni: si pensi ai beni necessari a svolgere servizi pubblici, come le c.d. “reti”, sempre più variabili, articolate e complesse. I beni finanziari, tradizionalmente obliterati in un libro III ancora legato ad una idea obsoleta della proprietà inscindibilmente collegata a quella fondiaria, andavano recuperati al Codice civile. Inoltre, le risorse naturali, come le acque, l’aria respirabile, le foreste, i ghiacciai, la fauna e la flora tutelata, che stanno attraversando una drammatica fase di progressiva scarsità, oggi devono poter fare riferimento su di una più forte protezione di lungo periodo da parte dell’ordinamento giuridico. Infine, le infrastrutture necessitano di investimenti e di una gestione sostenibile per tutte le classi di cittadini.
In secondo luogo, una nuova filosofia nella gestione del patrimonio pubblico, ispirata a criteri di efficienza, che si è sviluppata anche a causa delle difficoltà e degli squilibri in cui si trovano gran parte dei bilanci pubblici europei, richiede, da una parte, un contesto normativo che favorisca una migliore gestione dei beni che rimangono nella proprietà pubblica, e dall’altra, la garanzia che il governo pro tempore non ceda alla tentazione di vendere beni del patrimonio pubblico, per ragioni diverse da quelle strutturali o strategiche, legate alla necessaria riqualificazione della dotazione patrimoniale dei beni pubblici del Paese, ma per finanziare spese correnti.

## Le linee generali della riforma proposta
Dal punto di vista dei fondamenti, la riforma proposta dalla Commissione Rodotà vuole operare un’inversione concettuale rispetto alle tradizioni giuridiche del passato. Invece del percorso classico che va “dai regimi ai beni”, l’indirizzo della Commissione procede all’inverso, ovvero “dai beni ai regimi”. L’analisi della rilevanza economica e sociale dei beni individua i beni medesimi come oggetti, materiali o immateriali, che esprimono diversi “fasci di utilità”. Di qui la scelta della Commissione di classificare i beni in base alle utilità prodotte, tenendo in alta considerazione i principi e le norme costituzionali – sopravvenuti al codice civile – e collegando le utilità dei beni alla tutela dei diritti della persona e di interessi pubblici essenziali.
Preliminarmente, si è proposto di innovare la stessa definizione di bene, ora contenuta nell’art. 810 Codice civile, ricomprendendovi anche le cose immateriali, le cui utilità possono essere oggetto di diritti: si pensi ai beni finanziari, o allo spettro delle frequenze. Si è poi delineata la classificazione sostanziale dei beni. Si è prevista, anzitutto, una nuova fondamentale categoria, quella dei beni comuni, che non rientrano stricto sensu nella specie dei beni pubblici, poiché sono a titolarità diffusa, potendo appartenere non solo a persone pubbliche, ma anche a privati. Ne fanno parte, essenzialmente, le risorse naturali, come i fiumi, i torrenti, i laghi e le altre acque; l’aria; i parchi, le foreste e le zone boschive; le zone montane di alta quota, i ghiacciai e le nevi perenni; i tratti di costa dichiarati riserva ambientale; la fauna selvatica e la flora tutelata; le altre zone paesaggistiche tutelate. Vi rientrano, altresì, i beni archeologici, culturali, ambientali. La Commissione li ha definiti come cose che esprimono utilità funzionali all’esercizio dei diritti fondamentali nonché al libero sviluppo della persona, e sono informati al principio della salvaguardia intergenerazionale delle utilità. Per tali ragioni, si è ritenuto di prevedere una disciplina particolarmente garantistica di tali beni, idonea a nobilitarli, a rafforzarne la tutela, a garantirne in ogni caso la fruizione collettiva, da parte di tutti i consociati, compatibilmente con l’esigenza prioritaria della loro preservazione a vantaggio delle generazioni future. In particolare, la possibilità di loro concessione a privati è limitata. La tutela risarcitoria e la tutela restitutoria spettano allo Stato. La tutela inibitoria spetta a chiunque possa fruire delle utilità dei beni comuni in quanto titolare del corrispondente diritto soggettivo alla loro fruizione.
Per quel che riguarda propriamente i beni pubblici, appartenenti a soggetti pubblici, si è abbandonata la distinzione formalistica fra demanio e patrimonio, introducendosi una partizione sostanzialistica. Si è proposto di distinguere i beni pubblici, a seconda delle esigenze sostanziali che le loro utilità sono idonee a soddisfare, in tre categorie: beni ad appartenenza pubblica necessaria; beni pubblici sociali; beni fruttiferi. I beni ad appartenenza pubblica necessaria si sono definiti come beni che soddisfano interessi generali fondamentali, la cui cura discende dalle prerogative dello Stato e degli enti pubblici territoriali. Si tratta di interessi quali, ad esempio, la sicurezza, l’ordine pubblico, la libera circolazione. Si pensi, fra l’altro, alle opere destinate alla difesa, alla rete viaria stradale, autostradale e ferroviaria nazionale, ai porti e agli aeroporti di rilevanza nazionale e internazionale. In ragione della rilevanza degli interessi pubblici connessi a tali beni, per essi si è prevista una disciplina rafforzata rispetto a quella oggi stabilita per i beni demaniali: restano ferme inusucapibilità, inalienabilità, autotutela amministrativa, alle quali si aggiungono garanzie esplicite in materia di tutela sia risarcitoria che inibitoria.
I beni pubblici sociali soddisfano esigenze della persona particolarmente rilevanti nella società dei servizi, cioè le esigenze corrispondenti ai diritti civili e sociali. Ne fanno parte, fra l’altro, le case dell’edilizia residenziale pubblica, gli ospedali, gli edifici pubblici adibiti a istituti di istruzione, le reti locali di pubblico servizio. Se ne è configurata una disciplina basata su di un vincolo di destinazione qualificato. Il vincolo di destinazione può cessare solo se venga assicurato il mantenimento o il miglioramento della qualità dei servizi sociali erogati. La tutela amministrativa è affidata allo Stato e ad enti pubblici anche non territoriali.
La terza categoria, dei beni pubblici fruttiferi, tenta di rispondere ai problemi a più riprese emersi in questi ultimi tempi, che sottolineano la necessità di utilizzare in modo più efficiente il patrimonio pubblico, con benefici per l’erario. Spesso i beni pubblici, oltre a non essere pienamente valorizzati sul piano economico, non vengono neppure percepiti come potenziali fonti di ricchezza da parte delle amministrazioni pubbliche interessate. I beni pubblici fruttiferi costituiscono una categoria residuale rispetto alle altre due. Sono sostanzialmente beni privati in appartenenza pubblica, alienabili e gestibili con strumenti di diritto privato. Si sono però previsti limiti all’alienazione, al fine di evitare politiche troppo aperte alle dismissioni e di privilegiare comunque la loro amministrazione efficiente da parte di soggetti pubblici.
Si sono individuati, infine, criteri per garantire al meglio la gestione e la valorizzazione dei beni pubblici. Per l’uso di beni pubblici si è previsto, fra l’altro, il pagamento di un corrispettivo rigorosamente proporzionale ai vantaggi che può trarne l’utilizzatore; si sono stabiliti meccanismi di gara fra più offerenti e strumenti di tutela in ordine all’impatto sociale e ambientale dell’utilizzazione dei beni e in ordine alla loro manutenzione e sviluppo.

## Caratteristiche innovative
Il disegno di legge proposto dalla Commissione Rodotà ha tre caratteristiche innovative. In primo luogo, contiene una disciplina di riferimento per i beni pubblici idonea a recuperare una dimensione ordinante e razionalizzatrice di una realtà normativa quanto mai farraginosa. Essa presenta i tratti di una riforma strutturale e non contingente. In secondo luogo, il disegno offre una classificazione dei beni legata alla loro natura economico-sociale, che appare sufficientemente agevole da cogliere, a differenza di quella tradizionale fra demanio e patrimonio indisponibile. Infine, la Commissione Rodotà riconduce la parte del Codice civile che riguarda i beni pubblici – ed in generale la proprietà pubblica - ai principi fondamentali della nostra Carta Costituzionale, collegando le utilità dei beni alla soddisfazione dei diritti della persona e al perseguimento di interessi pubblici essenziali.

## Vicende successive
Caduto il Governo Prodi II immediatamente dopo la consegna delle conclusioni della Commissione Rodotà, nel febbraio del 2010 il relativo disegno di legge fu presentato al Senato della Repubblica su iniziativa unanime del Consiglio regionale del Piemonte. Esso, tuttavia, non fu mai discusso in aula, con disappunto di alcuni dei componenti della Commissione, tra i quali Rodotà stesso, Ugo Mattei, Alberto Lucarelli e Luca Nivarra, che assieme ad altri giuristi decisero di estendere i quesiti di due dei quattro referendum abrogativi del 2011. A difesa dei principi affermati dalla Commissione Rodotà, si abrogavano norme che prevedevano la privatizzazione forzata della gestione dei servizi pubblici locali di rilevanza economica e la determinazione della tariffa del servizio idrico integrato con automatica remunerazione del capitale investito dal gestore. Raggiunto il quorum, i due referendum, spesso ricordati come "referendum sull'acqua pubblica", videro l'approvazione di oltre il 95% dei votanti.
Tuttavia, nonostante la formale abrogazione delle norme oggetto di referendum con decorrenza 21 luglio 2011, con l'articolo 4 del decreto legge 13 agosto 2011 n. 138 il Governo Berlusconi IV cercò di reintrodurre parte delle norme abrogate a seguito della vittoriosa campagna referendaria. Il 20 luglio 2012 la Corte costituzionale giudicò incostituzionale l'articolo 4 di cui sopra, affermando che esso violava il divieto di ripristino della normativa abrogata dalla volontà popolare desumibile dall’articolo 75 della Costituzione. La Corte stabilì inoltre che questa sentenza annulla anche le disposizioni contenute nel primo pacchetto di riforme economiche del marzo 2012 volute dal Governo Monti in materia di privatizzazioni
A differenza dei tentativi governativi di cui sopra, la giurisprudenza civile italiana accoglie esplicitamente la nozione di “beni comuni” nella definizione a loro data dalla Commissione Rodotà, ad esempio con l’affermazione delle Sezioni Unite civili della Corte di cassazione n. 3665 del 2011 secondo cui devono ritenersi comuni, prescindendo dal titolo di proprietà, quei beni che risultino funzionali al perseguimento e al soddisfacimento degli interessi della collettività ed alla realizzazione dello Stato sociale. Il concetto di funzione sociale della proprietà viene, quindi, ad evolversi, nel senso che non costituisce soltanto un limite esterno alla proprietà privata, ma rappresenta anche un parametro distintivo della natura pubblica di un bene.
Nel febbraio del 2013, Stefano Rodotà, con la collaborazione di studiosi illustri quali Ugo Mattei, Alberto Asor Rosa, il giudice emerito della corte costituzionale Paolo Maddalena, Alberto Lucarelli, Maria Rosaria Marella, Luca Nivarra, Salvatore Settis, rilanciava le conclusioni della Commissione Rodotà, e con esse il dibattito sui beni comuni, nel tentativo di ripensare le categorie di proprietà pubblica e privata, mettendo al centro i diritti inalienabili della collettività. Dopo la morte di Rodotà, il 30 novembre 2018, su impulso di Ugo Mattei e Alberto Lucarelli un convegno all'Accademia Nazionale dei Lincei riproponeva il contributo della Commissione Rodotà nell'intento di presentarne le conclusioni in Parlamento come progetto di legge di iniziativa popolare, la cui raccolta di firme è promossa da cinque ex-componenti della Commissione Rodotà costituitisi nel Comitato Popolare di Difesa dei Beni Comuni, Sociali e Sovrani "Stefano Rodotà".